# Bälinge (Uppsala)
Bälinge è un'area urbana della Svezia situata nel comune di Uppsala, contea di Uppsala.
La popolazione risultante dal censimento 2010 era di 2 437 abitanti.
Ha dato i natali a sant'Hemming, vescovo di Åbo.